# Aydın (település)
Aydın Törökország Aydın tartományának székhelye, a Büyük Menderes völgyében fekszik. Egykoron itt állt a lüdiai Tralleisz városa (latinul: Trelles).

## Története

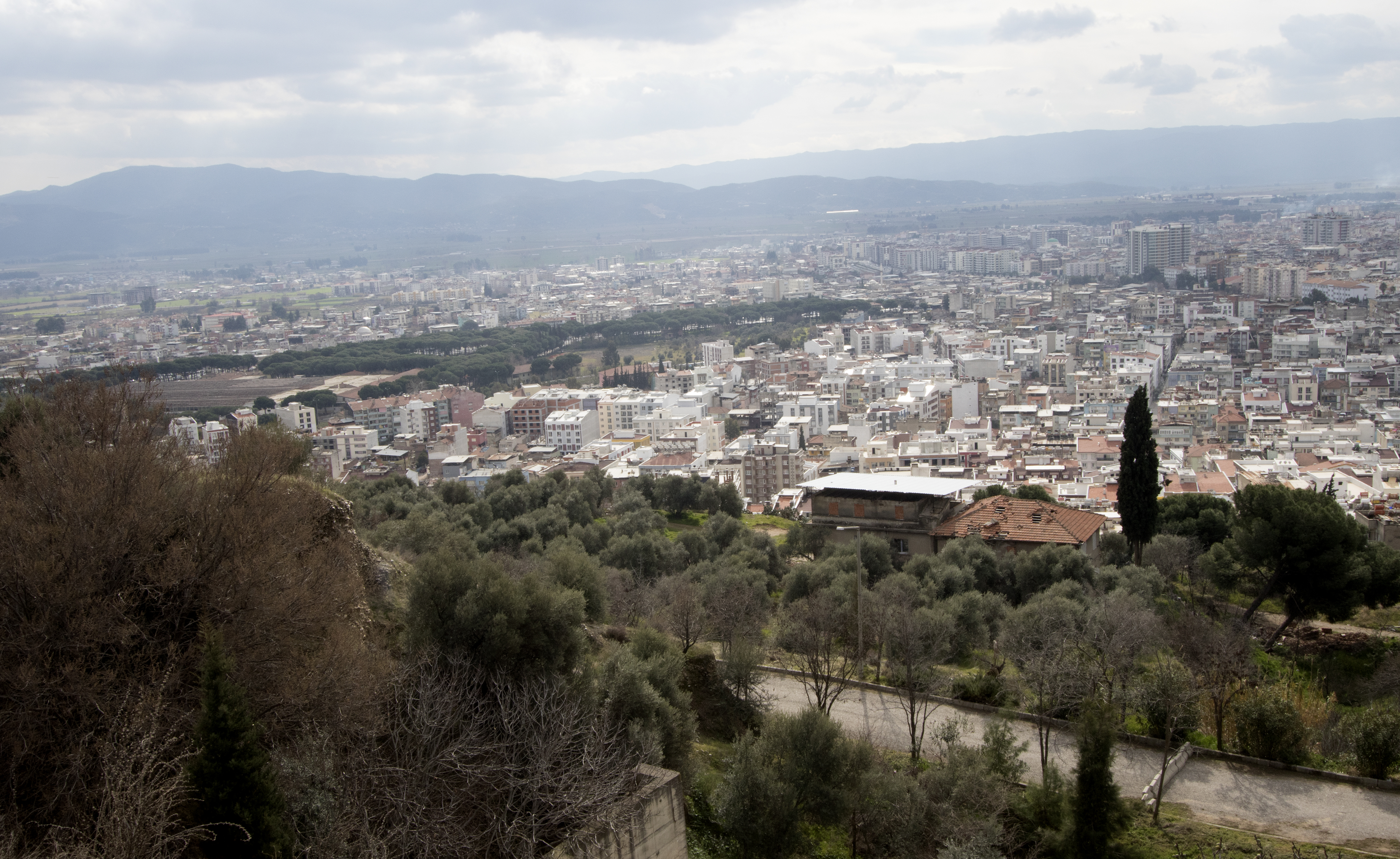
A város látképe

A város története a  hettiták idejéig, az i. e. 3. évezredig nyúlik vissza. Első neve Tralleisz volt. A város az i. e. 7. században, a lídiai királyság idején élte legfényesebb korszakát. Későbbi jellemzői perzsa hódítás és pusztítás, majd Nagy Sándor ideérkezése, újabb fejlődéssel, görögök, rómaiak és bizánciak fennhatósága. A város neve a szeldzsuk törökök idejére már Güzel Hisar (szép vár) lett.
A 13. század végétől vagy másfél évszázadig a város Aydinoglu Mehmet bej és dinasztiája uralma alatt állt. Ez idő alatt a település neve először Aydin Güzelhisari, majd lerövidítve Aydin lett és oszmán-török közigazgatási központtá léptették elő.
A 17.-és a 19. században nagy földrengések pusztították a várost, majd az 1919-1922 közötti görög megszállás után súlyos harcokban felszabadult ugyan, de a visszavonuló görögök kiégett, romos várost hagytak maguk után. Később a köztársasági korszakban 1923-ban vált tartományi székhellyé.

## Gazdasága
Aydın az 1990-es években még mezőgazdaságával (olajbogyó, gesztenye, füge) volt a régió egyik kiemelkedő területe, mára az iparosodás vette át a mezőgazdaságtól a vezető szerepet. A tartományi székhelyen több gyár (cement, textil, fémipari termékek, konzervgyár) működik, itt készítik például az ország legnagyobb fagylaltgépeit. A Kemernél működő vízerőmű pedig lehetővé tette még több gyár idetelepítését is.
Ezen felül a régió történelmi kincsei és tengerpartja révén a turizmus is jelentős szerepet játszik a város gazdaságában, a várostól nem messze olyan ősi települések találhatóak, mint Epheszosz vagy Didim.

## Híres emberek
- Apollóniosz, görög szobrász
- Anthemiosz, görög építész
- Adnan Menderes, egykori török miniszterelnök
- Itt született İlhan Selçuk (1925–2010) török író, újságíró, novellista, ügyvéd, szerkesztő

## Galéria

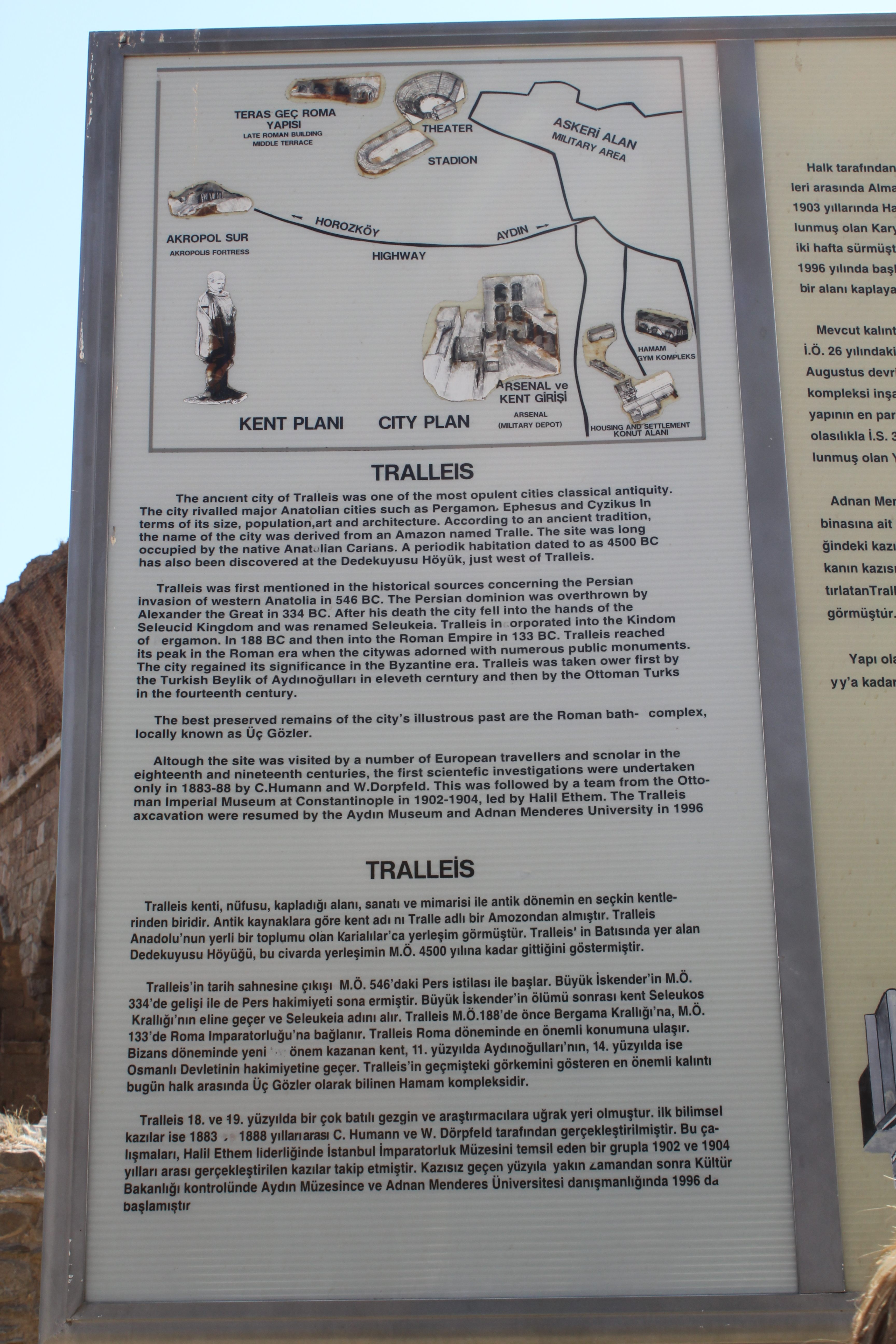
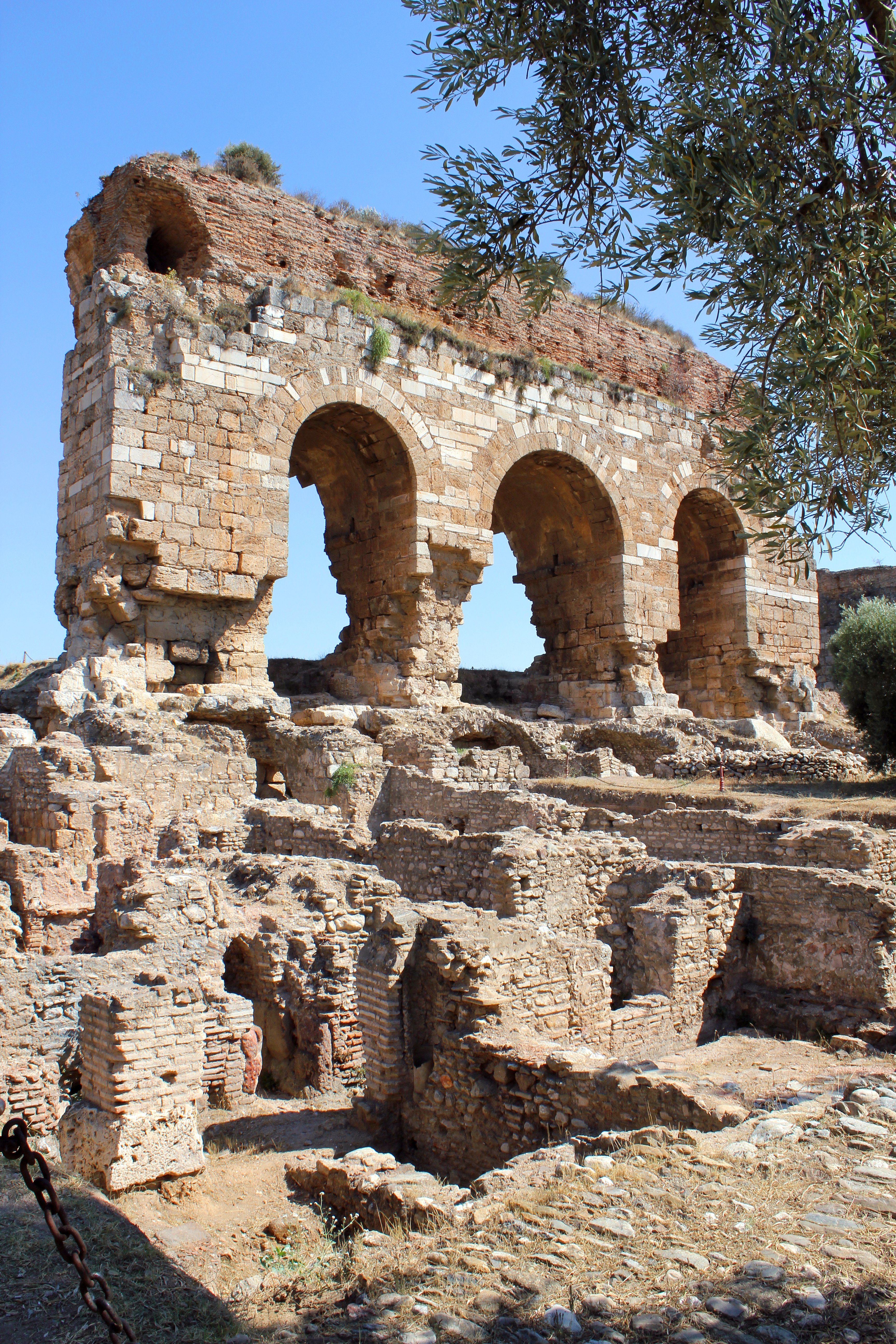
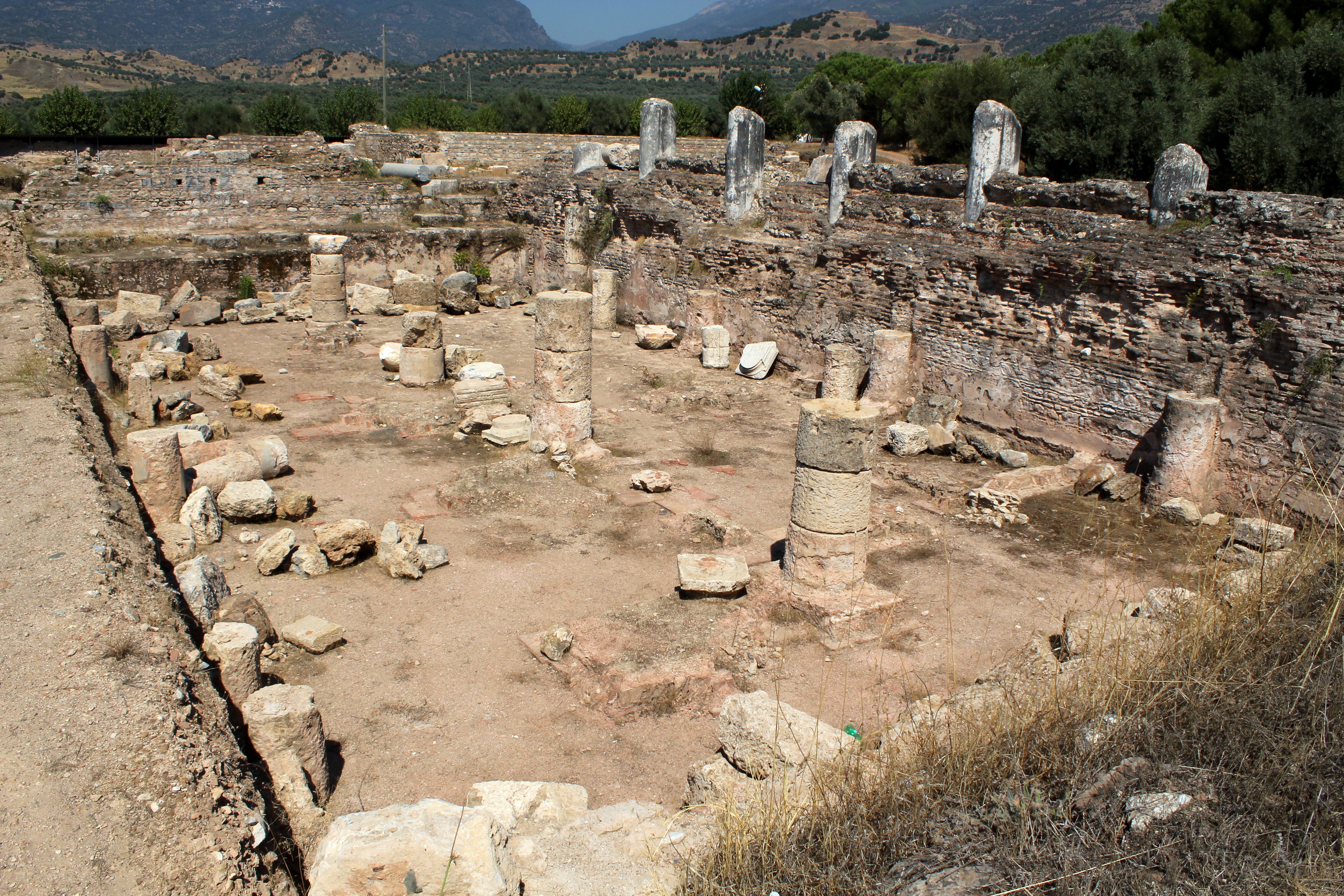
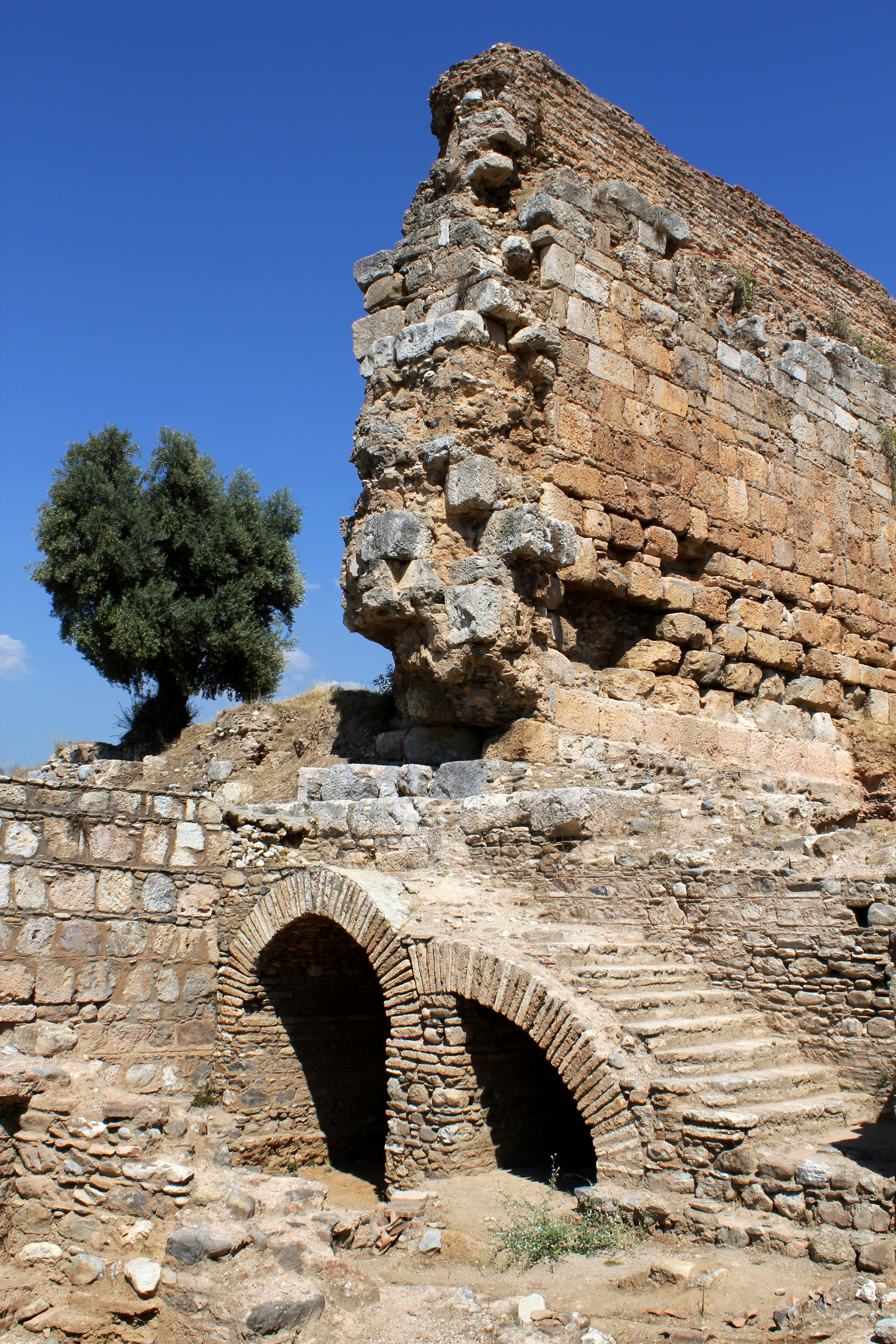
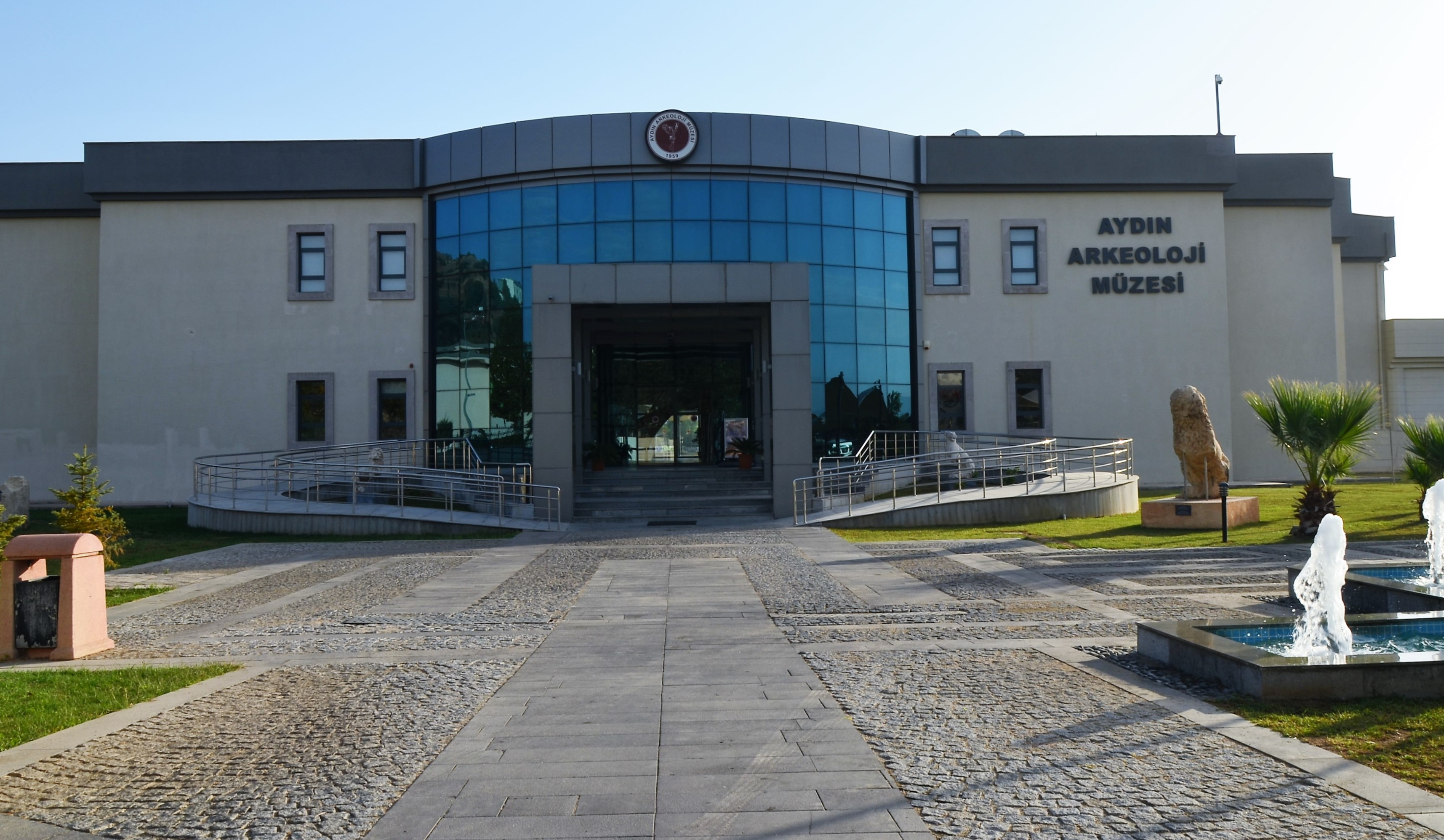
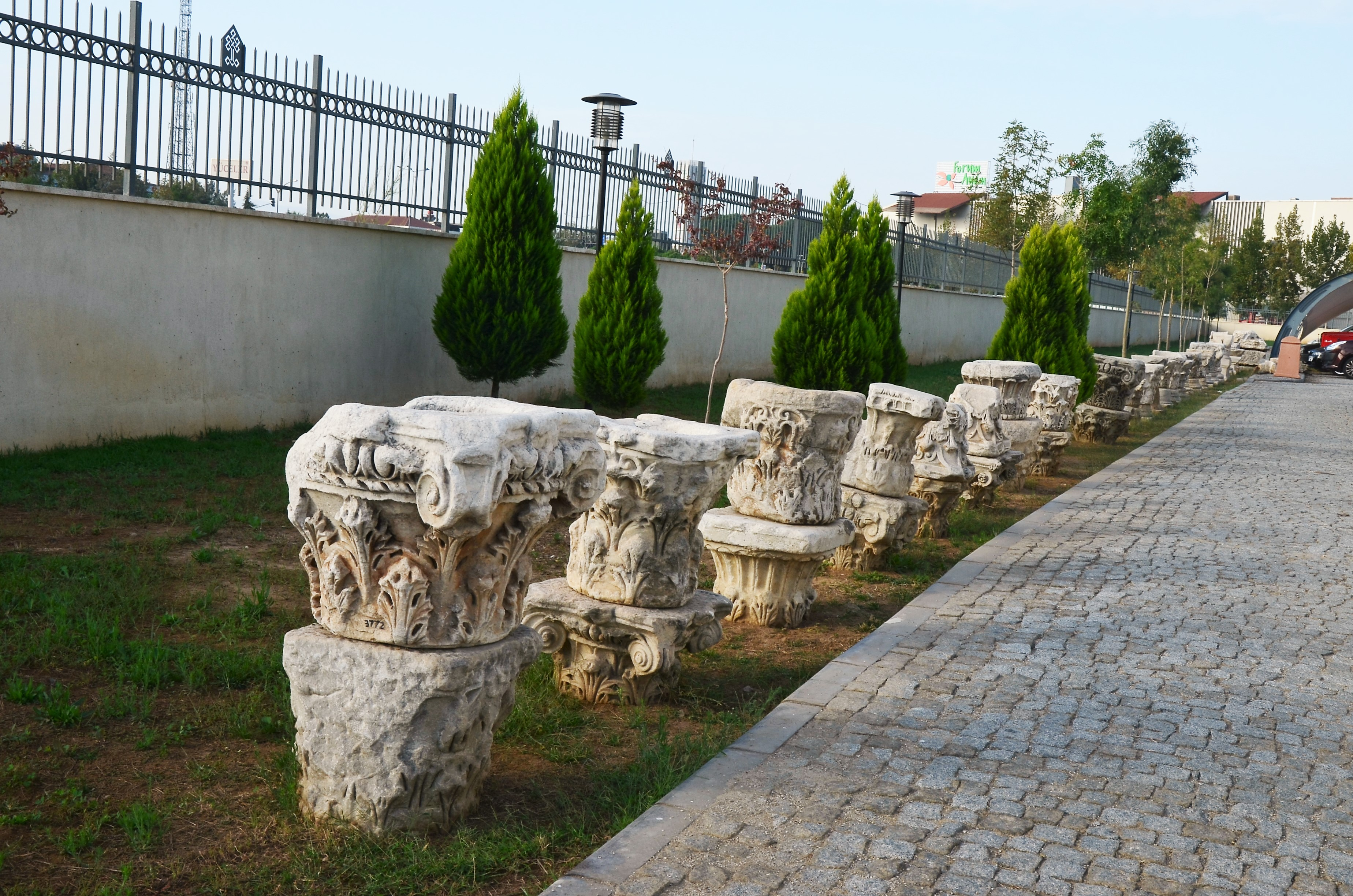
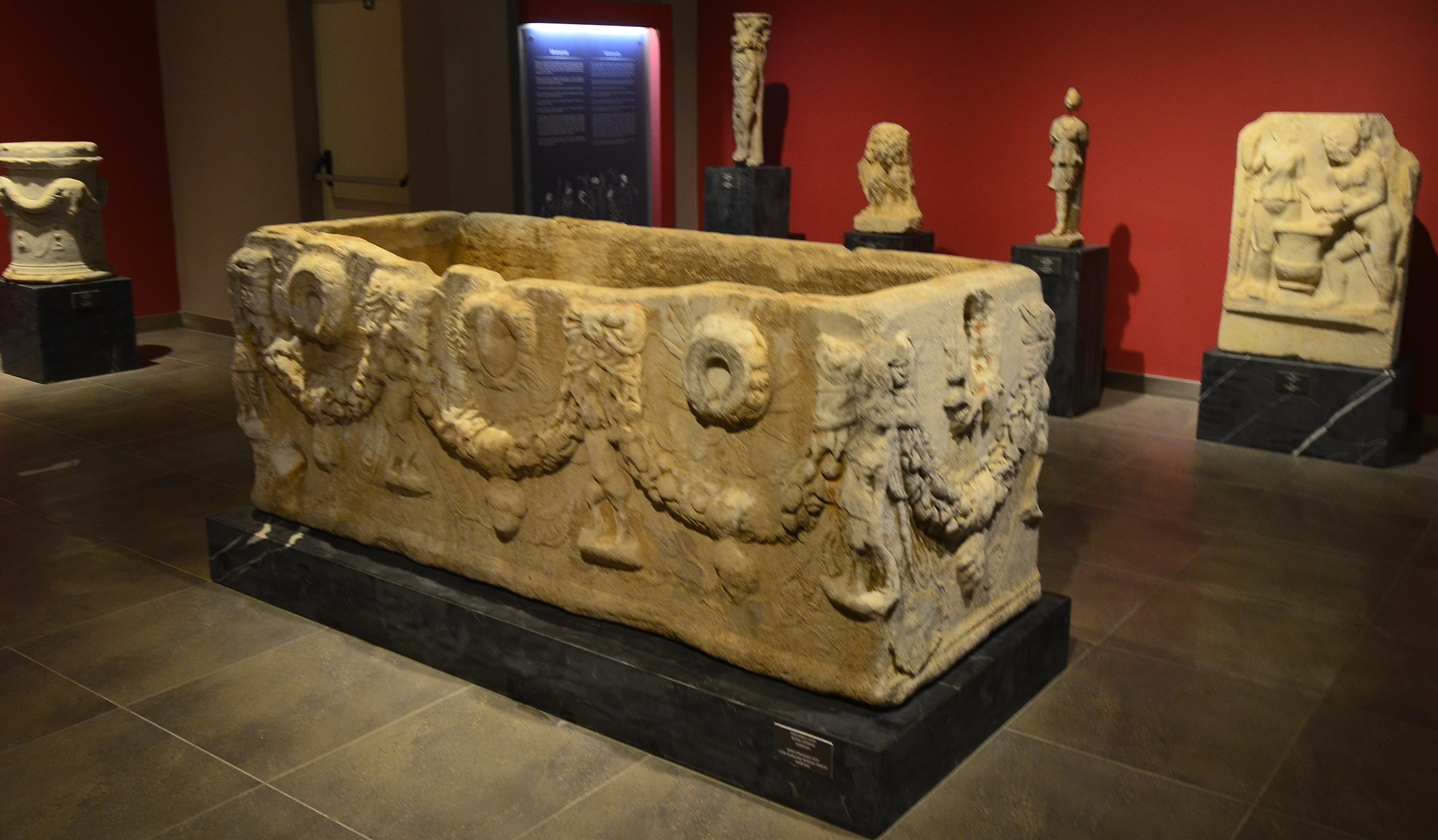
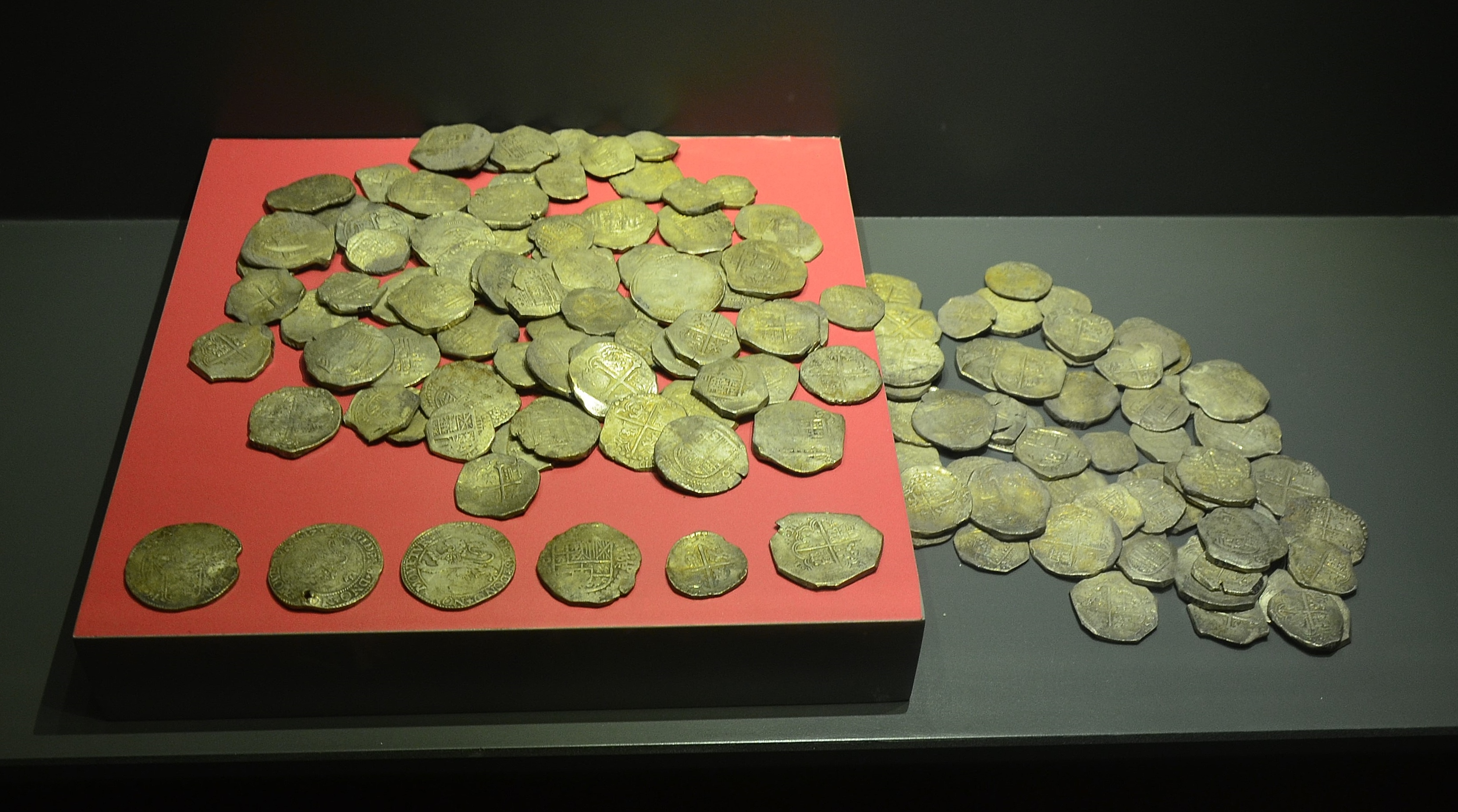
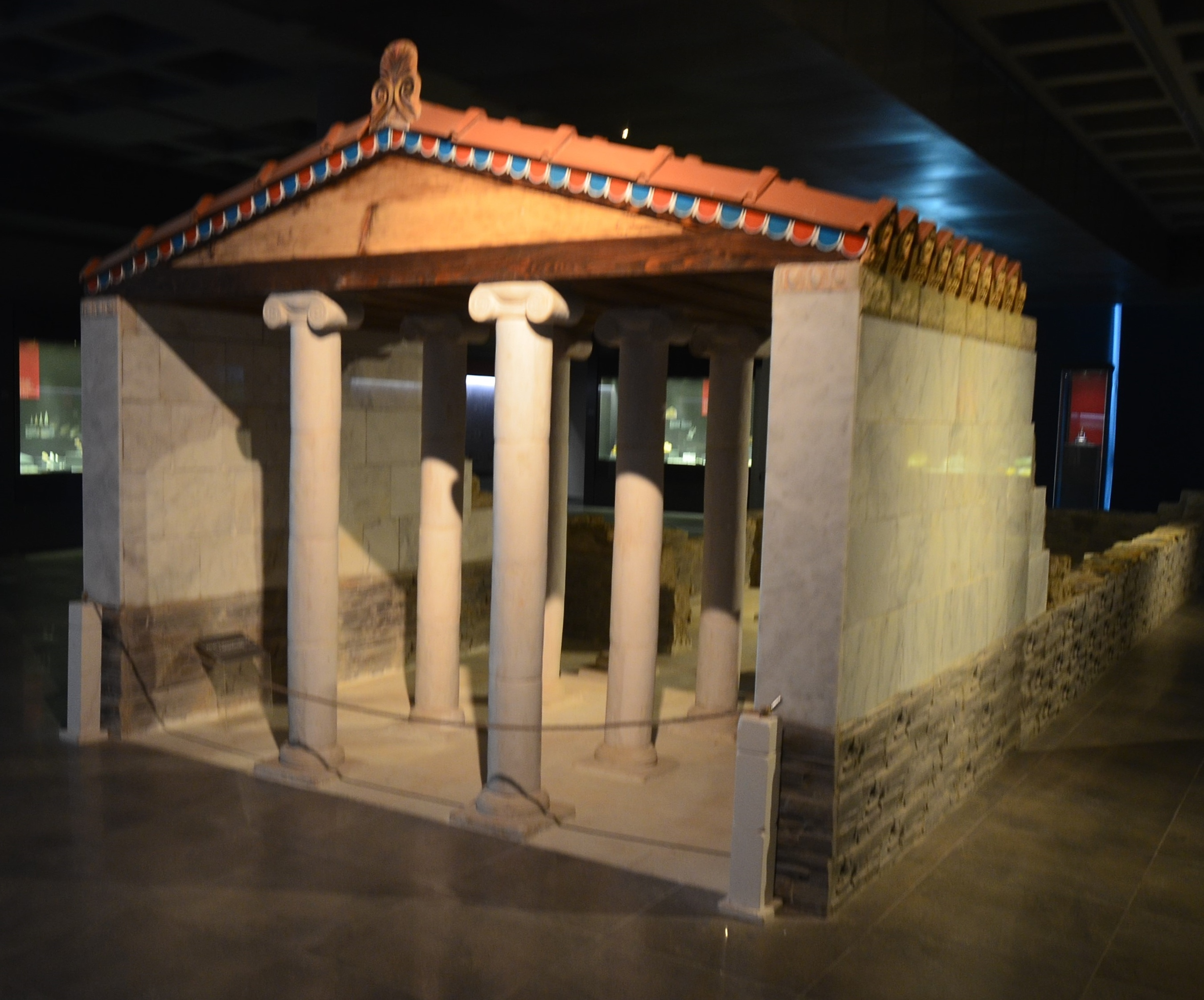
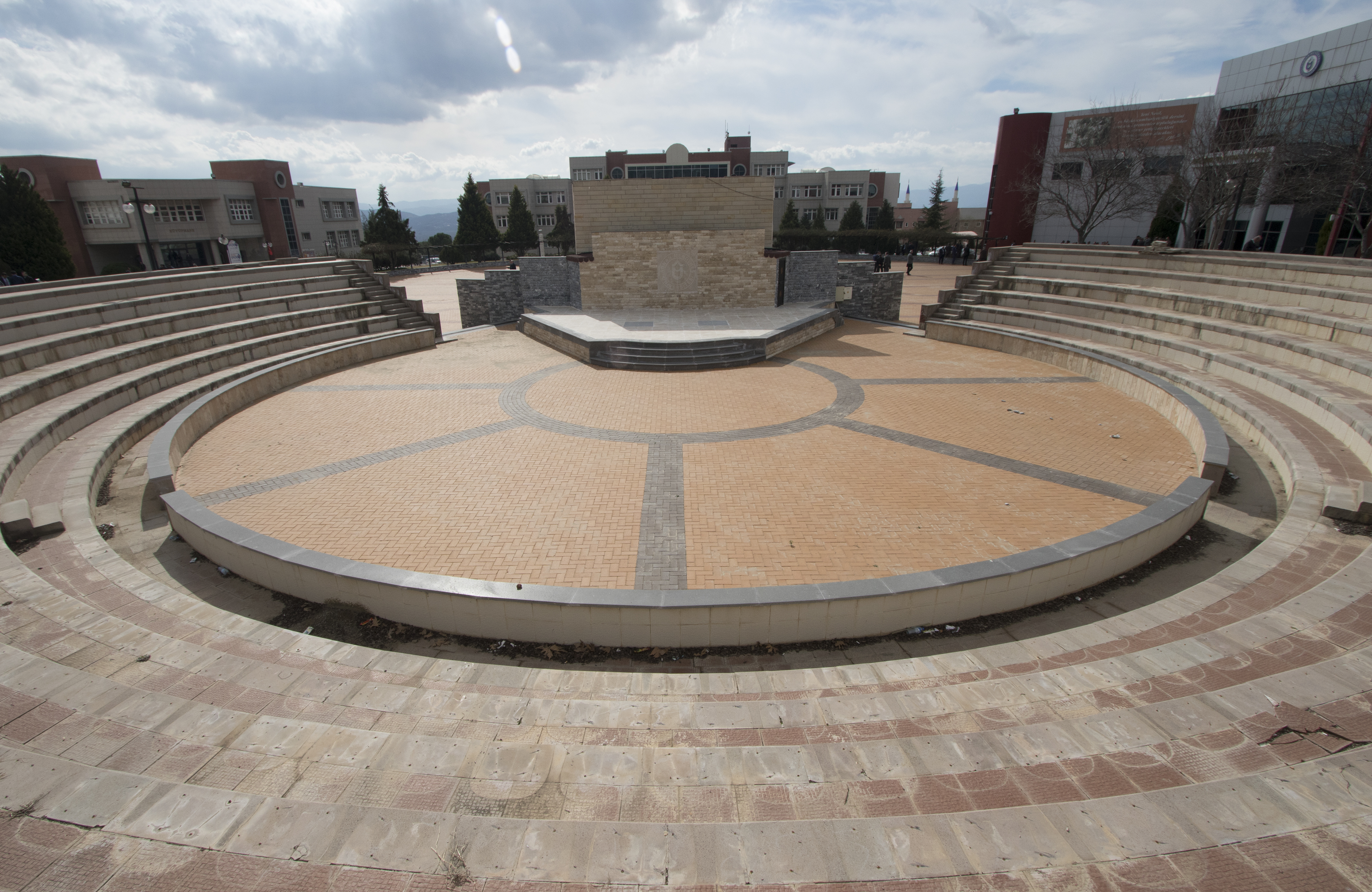